# Andraž Babšek
Andraž Babšek, slovenski ustvarjalec, pisatelj, glasbenik, * 13. februar 2007, Ljubljana..

## Življenje in delo
Andraž Babšek se je rodil 13. februarja 2007 v Ljubljani. Osnovno šolo je obiskoval v Preski pri Medvodah, v Ljubljani pa glasbeni konservatorij. Je avtor zgodovinskega romana Junak, ki govori o generalu Rudolfu Maistru in bojih za severno mejo 1918–1919. Roman je bil prvonagrajen na natečaju založbe Kulturni center Maribor v letu 2021, izšel pa je leta 2022. Piše tudi poezijo. 
V glasbeni umetnosti Andraž Babšek deluje kot skladatelj in dirigent. Vodi zbore in sodeluje s številnimi vokalnimi in inštrumentalnimi zasedbami. Sodeluje s pevskim zborom Jakoba Aljaža iz Medvod, MePZ Alpha vox, MePZ KUD Jevnica in drugimi (priložnostnimi) zbori in inštrumentalnimi zasedbami (Godba Medvode, Godba Komenda).  Njegove skladbe (vokalne, vokalno-inštrumentalne in inštrumentalne) so bile večkrat predstavljene in objavljene na koncertih po Sloveniji in tujini.
Andraž Babšek deluje na področju zabavne glasbe v skupini Entuziastik Bend iz Medvod.